# Municipio de Bald Hill
El municipio de Bald Hill (en inglés: Bald Hill Township) es un municipio ubicado en el condado de Jefferson en el estado estadounidense de Illinois. En el año 2010 tenía una población de 767 habitantes y una densidad poblacional de 8,2 personas por km².

## Geografía
El municipio de Bald Hill se encuentra ubicado en las coordenadas 38°10′9″N 89°5′33″O / 38.16917, -89.09250. Según la Oficina del Censo de los Estados Unidos, el municipio tiene una superficie total de 93.58 km², de la cual 92,73 km² corresponden a tierra firme y (0,91 %) 0,85 km² es agua.

## Demografía
Según el censo de 2010, había 767 personas residiendo en el municipio de Bald Hill. La densidad de población era de 8,2 hab./km². De los 767 habitantes, el municipio de Bald Hill estaba compuesto por el 98,44 % blancos, el 0,39 % eran afroamericanos, el 0,39 % eran amerindios, el 0,52 % eran de otras razas y el 0,26 % eran de una mezcla de razas. Del total de la población el 0,26 % eran hispanos o latinos de cualquier raza.